# Ренато Ібарра
Ренато Ібарра (ісп. Renato Ibarra; нар. 20 лютого 1991, Амбукі) — еквадорський футболіст, півзахисник мексиканського клубу «Америка» (Мехіко) та національної збірної Еквадору.

## Клубна кар'єра
У дорослому футболі дебютував 2009 року виступами за команду клубу «Депортіво Ель Насьйональ», в якій провів два сезони, взявши участь у 31 матчі чемпіонату.
До складу нідерландського «Вітесса» приєднався 8 липня 2011 року, уклавши з клубом трирічний контракт.

## Виступи за збірні
2011 року залучався до складу молодіжної збірної Еквадору. На молодіжному рівні зіграв у 9 офіційних матчах.
2011 року дебютував в офіційних матчах у складі національної збірної Еквадору.

## Титули і досягнення
- Чемпіон Мексики (1):

Клуб Америка: 2018-19
- Переможець Кубка Мексики (1):

Клуб Америка: 2018-19
- Переможець Суперкубка Мексики (1):

Клуб Америка: 2018-19
- Переможець Південноамериканського кубка (1):

ЛДУ Кіто: 2023